# مسابقة الأغنية الأوروبية 1992
كانت مسابقة الأغنية الأوروبية لعام 1992 هي النسخة السابعة والثلاثين من مسابقة الأغنية الأوروبية وعقدت في التاسع من أيّار/مايو 1992 في مالمو، السويد. المقدمان هما ليديا كابوليتشيو وهارالد تريوتيجر. ليندا مارتن التي تمثل أيرلندا كانت الفائزة في مسابقة الأغنية الأوروبية بأغنية لماذا أنا؟ (بالإنجليزية: Why Me؟)‏. كُتبت الأغنيّة بواسطة جوني لوغان الذي فاز بنسخة 1980 كمغني ونسخة 1987 كمغني/مؤلف الأغنية. في عمر 41 عامًا و22 يومًا، أصبحت ليندا مارتن (ولا تزال) أكبر امرأة تفوز على الإطلاق بيورفيجن.